# Односи Србије и Луксембурга
Односи Србије и Луксембурга су инострани односи Републике Србије и Великог Војводства Луксембурга.

## Билатерални односи
Дипломатски односи са Луксембургом су успостављени 1956. године.
Амбасада Републике Србије у Бриселу (Белгија) радно покрива Луксембург.

### Политички односи
- Ивица Дачић, као први потпредседник Владе и министар спољних послова, је посетио Луксембург 6. маја 2015. и том приликом се сусрео са МИЕП Ж. Аселборном
- Небојша Стефановић, као председник Народне Скупштине Републике Србије, је посетио Луксембург 29. и 30. новембра 2012. године
- Ивица Дачић, као први потпредседник Владе и министар унутрашњих послова, је посетио Луксембург маја 2011. године
- Вук Јеремић, као министар спољних послова, био је у посетама Луксембургу децембра 2011, марта 2010 и децембра 2008,
- МИП Ж. Аселборн је посетио Србију маја 2011, септембра 2009, и маја 2007. године
- Мирко Цветковић, као председник Владе, је посетио Луксембург 23. октобра 2009. године.[1]

### Економски односи
- У 2020. години наш извоз износио је готово 10 милиона, а увоз 16,4 милиона долара.
- У 2019. години наш извоз износио је 14 милиона, а увоз такође 16 милиона УСД.
- У 2018. години наш извоз износио је 5,3 милиона, а увоз 16 милиона долара.[3][4]